# Andreas Kompatscher
Andreas Kompatscher, auch Andrä Kompatscher (* 30. November 1864 in Bozen; † 30. August 1939 ebenda), war ein Tiroler Bildhauer.

## Leben
Andreas Kompatscher studierte zuerst an der Münchner Akademie der Bildenden Künste, dann an der Wiener Akademie der bildenden Künste. 1887 arbeitete er in Rom, war anschließend in Wien beim Bau des Burgtheaters tätig und ließ sich 1890 in Bozen nieder, wo er ab 1909 als Professor und Leiter der Abteilung für Steinbildhauerei an der Staatsgewerbeschule wirkte. Kompatscher war Mitglied im Turnverein Bozen 1862. Er war mit der Bildhauerin Johanna Steiner (1901–1956) aus Margreid verheiratet.

## Werke

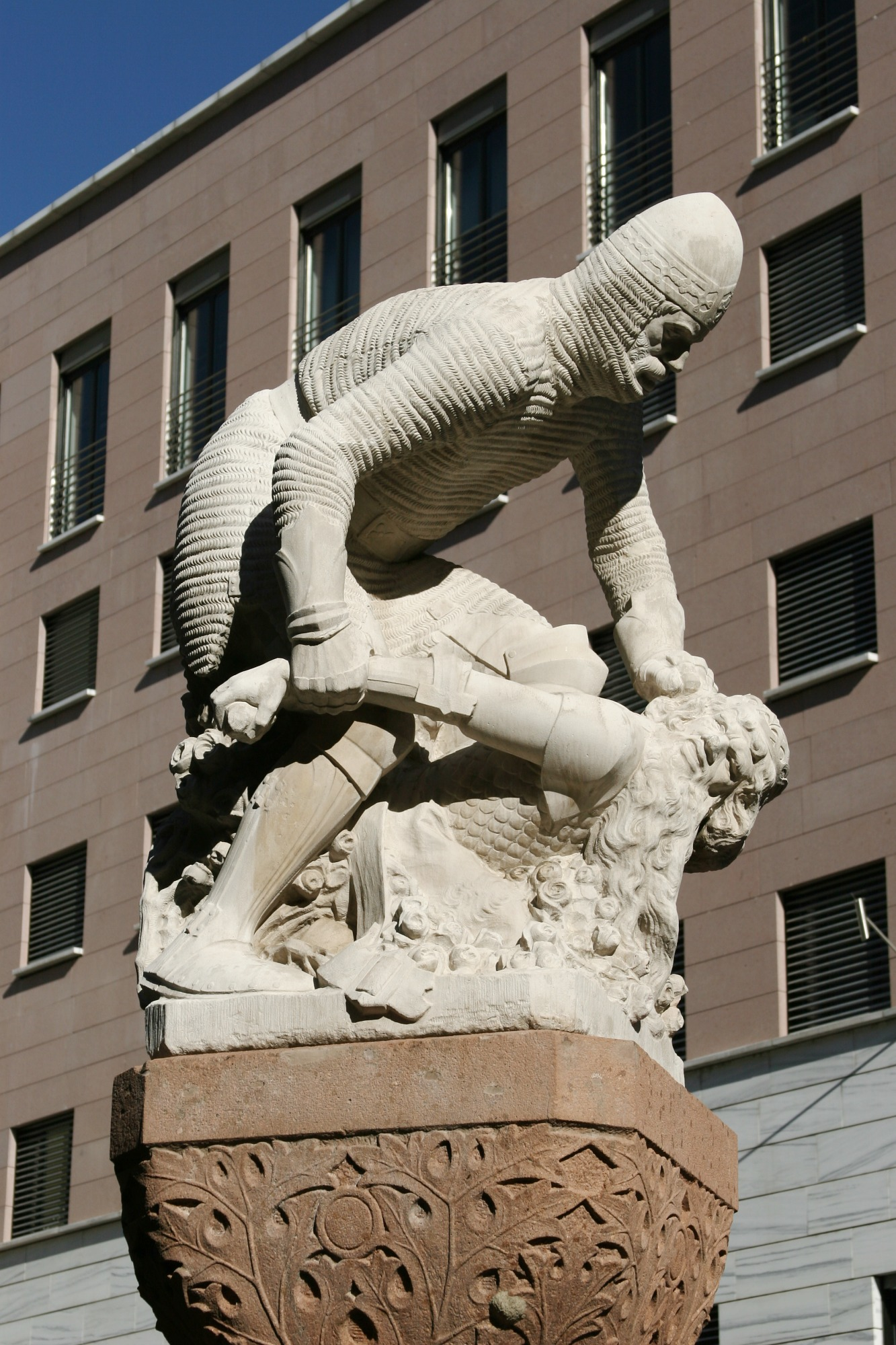
Der Laurin-Brunnen in Bozen: Dietrich von Bern im Kampf mit König Laurin

Neben zahlreichen Grabdenkmälern schuf er in Bozen folgende Werke:
- 1893 Mariensäule mit Sockelstatuen (1909 vor der heutigen Goetheschule aufgestellt)
- 1895 St.-Georgs-Gruppe
- 1896 Herz-Jesu-Relief, Palais Toggenburg
- 1899 Büste von Heinrich Noë im Bahnhofspark
- 1903 Königin Elisabeth von Rumänien
- 1904 Denkmal für Anton Schiestl am Walther-von-der-Vogelweide-Platz, 1943 durch einen amerikanischen Bombenangriff zerstört, 2015 originalgetreu nachgebildet
- 1906 Christus-Relief über dem Hauptportal der evangelischen Kirche[5]
- 1907 Laurin-Brunnen gemeinsam mit Arthur Winder; steht heute am Silvius-Magnago-Platz
- 1909 Nischen-Standbild Oswald von Wolkensteins am Südosteck des Bozner Stadtmuseums (1936 im Zuge der faschistischen Italienisierungspolitik entfernt und zerstört)[6]